# Варашени (Бихор)
Варашени (рум. Vărășeni) насеље је у Румунији у округу Бихор у општини Рабагани. Oпштина се налази на надморској висини од 157 m.

## Становништво
Према подацима из 2002. године у насељу је живело 467 становника, од којих су сви румунске националности.